# بولي إيثيلين عالي الكثافة

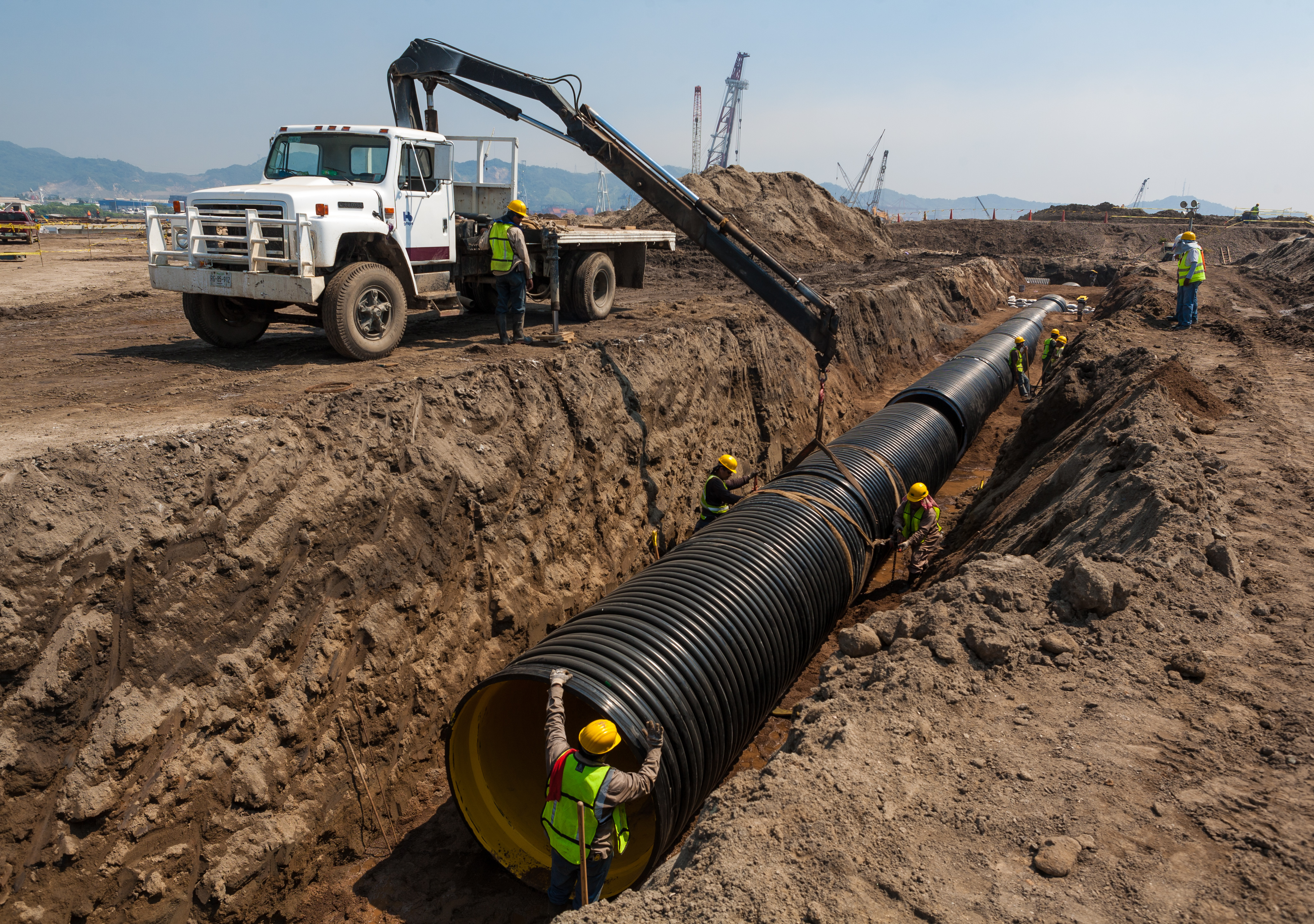
إنشاء خط أنابيب من مادة «متعدد الإثيلين عالي الكثافة».

متعدد الإيثيلين عالي الكثافة أو البولي إثيلين عالي الكثافة (بالإنجليزية: High-density polyethylene - HDPE)‏ أو (بالإنجليزية: polyethylene high-density - PEHD)‏-(HDPE) مادة لدائنية مصنوعة من مكثور متعدد الإثيلين الحراري البترولي. يُستهلك 1,75 كيلوغرام من البترول لتوفير الطاقة والمواد الخام اللازمة لصناعة كيلوغرام واحد من متعدد الإيثيلين عالي الكثافة.

لبولي إيثيلين العالي الكثافة (HDPE) رمز إعادة التدوير 2

يعاد تدوير لدائن متعدد الاثيلين العالي الكثافة عادة، ويحمل عندها الرقم "2" ITS كرمز لإعادة التدوير.
في عام 2007، وصلت كميته المتداولة في السوق العالمية 30 مليون طن.

## اقرأ أيضًا
- تدوير النفايات
- تلوث بلاستيكي
- بولي إيثيلين تيرفثالات